# Seminario de Valladolid
El seminario de Valladolid es un centro de formación sacerdotal de la archidiócesis de Valladolid, que alberga a jóvenes en formación para el sacerdocio. Tiene su sede en la ciudad de Valladolid (España). El actual edificio del Seminario Mayor se terminó de construir en 1964.

## Historia
Alonso de Mendoza, abad de la colegiata de Valladolid, solicitó al papa Sixto V la apertura de un seminario en la ciudad, para el estudio de las humanidades y ciencias eclesiásticas. Esta solicitud fue atendida mediante bula de 24 de agosto de 1588, erigiéndose el seminario este mismo año. El 9 de enero de 1598, diez años después de su creación, fue elevado a la categoría de seminario conciliar (según el concilio de Trento) por el primer obispo de Valladolid, Bartolomé de la Plaza. Alcanzó la categoría de seminario metropolitano el 4 de julio de 1867, al convertirse la catedral de Valladolid en metropolitana. Por bula del papa León XIII de 9 de septiembre de 1897, fue elevado a la categoría de universidad pontificia de estudios eclesiásticos, previa petición del arzobispo vallisoletano Antonio María Cascajares.
La primitiva instalación del Seminario Conciliar de Valladolid estuvo en una de las dependencias de la misma catedral, según atestigua Juan Antolínez de Burgos en su Historia de Valladolid. Posteriormente se estableció en la calle de la Obra, hoy calle de Arribas, tras grandes mejoras y ampliaciones del edificio por parte del obispo José Antonio de Rivadeneira.
Siendo ya insuficiente este local, en 1862 se habilitó para las clases de humanidades, la casa número 1 de la calle de la Parra, actual calle del Duque de Lerma, donde permanecieron algún tiempo. El creciente número de alumnos y las necesidades de la enseñanza hicieron conveniente una nueva ubicación en la zona del Prado de la Magdalena, tarea abordada por el arzobispo Benito Sanz y Forés, quien colocó la primera piedra de un nuevo seminario el 7 de marzo de 1884, inaugurándose solemnemente el 4 de noviembre de 1885.

## Sede actual

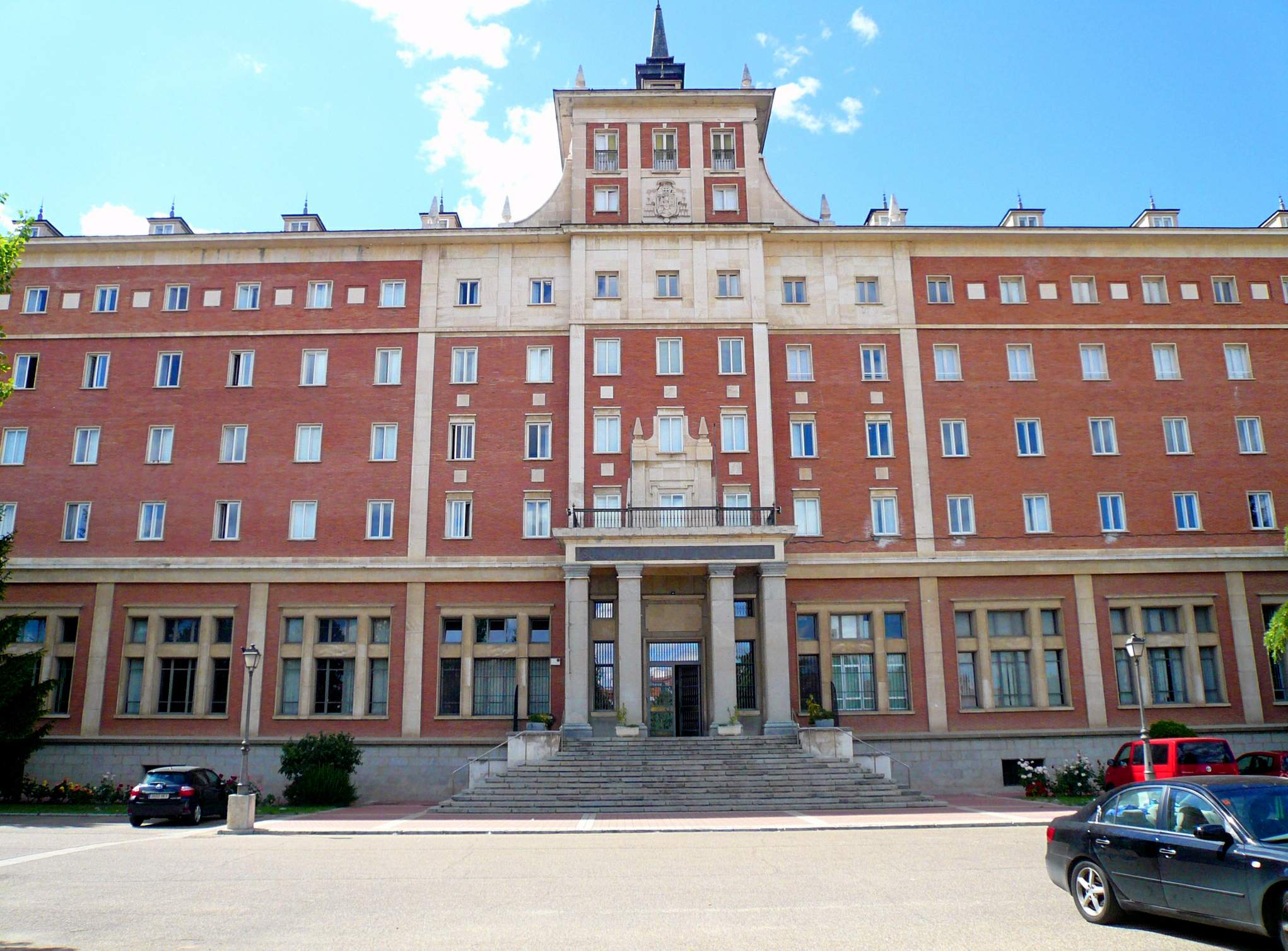
Detalle de la entrada principal.

Se trata de un edificio proyectado por Celestino Candeira Pérez en 1941 en un terreno de la Universidad de Valladolid para ser el colegio mayor universitario Felipe II. No obstante, la universidad perdió el interés por este proyecto y la obra se paralizó durante siete años.
Tras realizarse una permuta en 1961 entre la universidad y la archidiócesis, cedió la primera este solar y la estructura del edificio en el barrio de La Rondilla a cambio del terreno del antiguo seminario situado en la avenida de Ramón y Cajal (actual ubicación del Hospital Clínico Universitario de Valladolid). El edificio se inauguró como seminario mayor el 3 de mayo de 1965 dirigiendo las obras de adaptación Ángel Ríos e Isaías Paredes.
Se trata de un edificio de gran impronta, característico de la arquitectura de la posguerra, con un marcado carácter tradicionalista (estilo escurialense). Cuenta con siete plantas de altura y una composición tripartita en alzado, caracterizada por un cuerpo central de gran desarrollo longitudinal, con eje central de acceso destacado y dos elementos laterales a modo de torreones, de una planta más que el conjunto.
La estructura es de hormigón armado y cerramientos de ladrillo visto con aplacados de piedra en cornisas, esquinas y cuerpo central, entre otros.
Su parcela alberga un gran aparcamiento subterráneo.